# Sedan (Kansas)
Sedan è un comune degli Stati Uniti d'America, situato nello Stato del Kansas, nella contea di Chautauqua, della quale è il capoluogo.